# غدونت (المهرة)

تعديل مصدري - تعديل

غدونت هي إحدى قرى عزلة الفيدمي بمديرية الغيظة التابعة لمحافظة المهرة، بلغ تعداد سكانها 124 نسمة حسب تعداد اليمن لعام 2004.